# IHL 1966/67
Die Saison 1966/67 war die 22. reguläre Saison der International Hockey League. Während der regulären Saison bestritten die sieben Teams jeweils 72 Spiele. In den Play-offs setzten sich die Toledo Blades durch und gewannen den zweiten Turner Cup in ihrer Vereinsgeschichte.

## Teamänderungen
Folgende Änderungen wurden vor Beginn der Saison vorgenommen:
- Die Columbus Checkers wurden als Expansionsteam in die Liga aufgenommen.

## Reguläre Saison

### Abschlusstabelle
Abkürzungen: GP = Spiele, W = Siege, L = Niederlagen, T = Unentschieden, OTL = Niederlage nach Overtime, GF = Erzielte Tore, GA = Gegentore, Pts = Punkte
|                      | GP | W  | L  | T | GF  | GA  | Pts |
| -------------------- | -- | -- | -- | - | --- | --- | --- |
| Dayton Gems          | 72 | 44 | 25 | 3 | 315 | 282 | 91  |
| Fort Wayne Komets    | 72 | 40 | 31 | 1 | 274 | 234 | 81  |
| Toledo Blades        | 72 | 39 | 31 | 2 | 284 | 247 | 80  |
| Des Moines Oak Leafs | 72 | 36 | 32 | 4 | 256 | 264 | 76  |
| Port Huron Flags     | 72 | 34 | 33 | 5 | 314 | 300 | 73  |
| Muskegon Mohawks     | 72 | 27 | 43 | 2 | 262 | 299 | 56  |
| Columbus Checkers    | 72 | 23 | 48 | 1 | 294 | 373 | 47  |

## Turner-Cup-Playoffs
|  | Turner-Cup-Halbfinale | Turner-Cup-Halbfinale | Turner-Cup-Halbfinale |  |  | Turner-Cup-Finale | Turner-Cup-Finale | Turner-Cup-Finale |
|  |                       |                       |                       |  |  |                   |                   |                   |
|  |                       |                       |                       |  |  |                   |                   |                   |
|  | 2                     | Fort Wayne Komets     | 4                     |  |  |                   |                   |                   |
|  | 4                     | Des Moines Oak Leafs  | 3                     |  |  |                   |                   |                   |
|  |                       |                       |                       |  |  | 2                 | Fort Wayne Komets | 2                 |
|  |                       |                       |                       |  |  | 3                 | Toledo Blades     | 4                 |
|  | 1                     | Dayton Gems           | 0                     |  |  |                   |                   |                   |
|  | 3                     | Toledo Blades         | 4                     |  |  |                   |                   |                   |
|  |                       |                       |                       |  |  |                   |                   |                   |

## Vergebene Trophäen

### Mannschaftstrophäen
| Auszeichnung                                          | Team          |
| ----------------------------------------------------- | ------------- |
| Turner Cup Gewinner der IHL-Playoffs                  | Toledo Blades |
| Fred A. Huber Trophy Bestes Team der regulären Saison | Dayton Gems   |

### Individuelle Trophäen
| Auszeichnung                                                       | Spieler      | Team              |
| ------------------------------------------------------------------ | ------------ | ----------------- |
| James Gatschene Memorial Trophy MVP der regulären Saison           | Len Thornson | Fort Wayne Komets |
| Leo P. Lamoureux Memorial Trophy Bester Scorer                     | Len Thornson | Fort Wayne Komets |
| Governor’s Trophy Bester Verteidiger                               | Larry Mavety | Port Huron Flags  |
| James Norris Memorial Trophy Torhüter mit den wenigsten Gegentoren | Glenn Ramsay | Toledo Blades     |
| Leading Rookie Award Bester Rookie                                 | Kerry Bond   | Columbus Checkers |